# 中主町
中主町（ちゅうずちょう）は、かつて滋賀県野洲郡に存在した町。
2004年10月1日に野洲郡野洲町と合併し、野洲市となったため廃止した。

## 概要
- 琵琶湖に面した田園地帯。野洲川河口右岸に位置する。
- 町名は旧村名「中里」「兵主」から採った合成地名。

## 歴史
- 1955年（昭和30年）4月1日 - 兵主村・中里村が合併して発足。
- 1957年（昭和32年）3月1日 - 中洲村が分割し、大字吉川・菖蒲・喜合が中主町に、大字新庄・服部・立田・幸津川・小浜が守山町にそれぞれ編入。同日中洲村廃止。
- 2004年（平成16年）10月1日 - 野洲町と合併して野洲市が発足。同日中主町廃止。

## 教育
中学校
- 中主町立中主中学校

小学校
- 中主町立中主小学校

## 交通

### 鉄道
町内に鉄道路線なし

### バス
- 近江鉄道

### 道路
- 国道477号

## 名所・旧跡・観光スポット・祭事・催事

### 名所・旧跡
- 兵主大社
- 木辺本山錦織寺
- 近松勘六の屋敷

### 祭事・催事
- 兵主祭り
- 五百母祭
- びわこマイアミスカイフェズティバル
- あやめCUP
- 中主夏祭り